# Big Park
Pour les articles homonymes, voir Oak Creek.

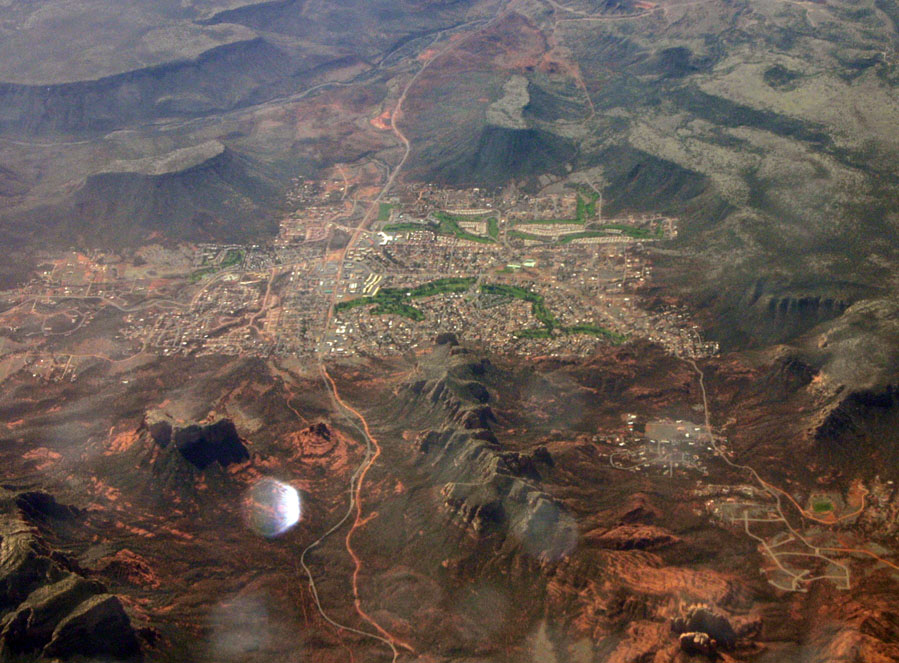
Vue aérienne de Big Park

Big Park est une census-designated place (CDP) située dans le comté de Yavapai dans l'État de l'Arizona aux États-Unis. Big Park est plus connu sous le nom de Village of Oak Creek (VOC). C'est une ville-dortoir pour la ville de Sedona. La population y était de 5 245 habitants lors du recensement de 2000.

## Démographie
| 1980 | 1990  | 2000  | 2010  | - | - |
| ---- | ----- | ----- | ----- | - | - |
| 141  | 3 024 | 5 245 | 6 147 | - | - |

## Annexe